# Truppach (Mistelgau)

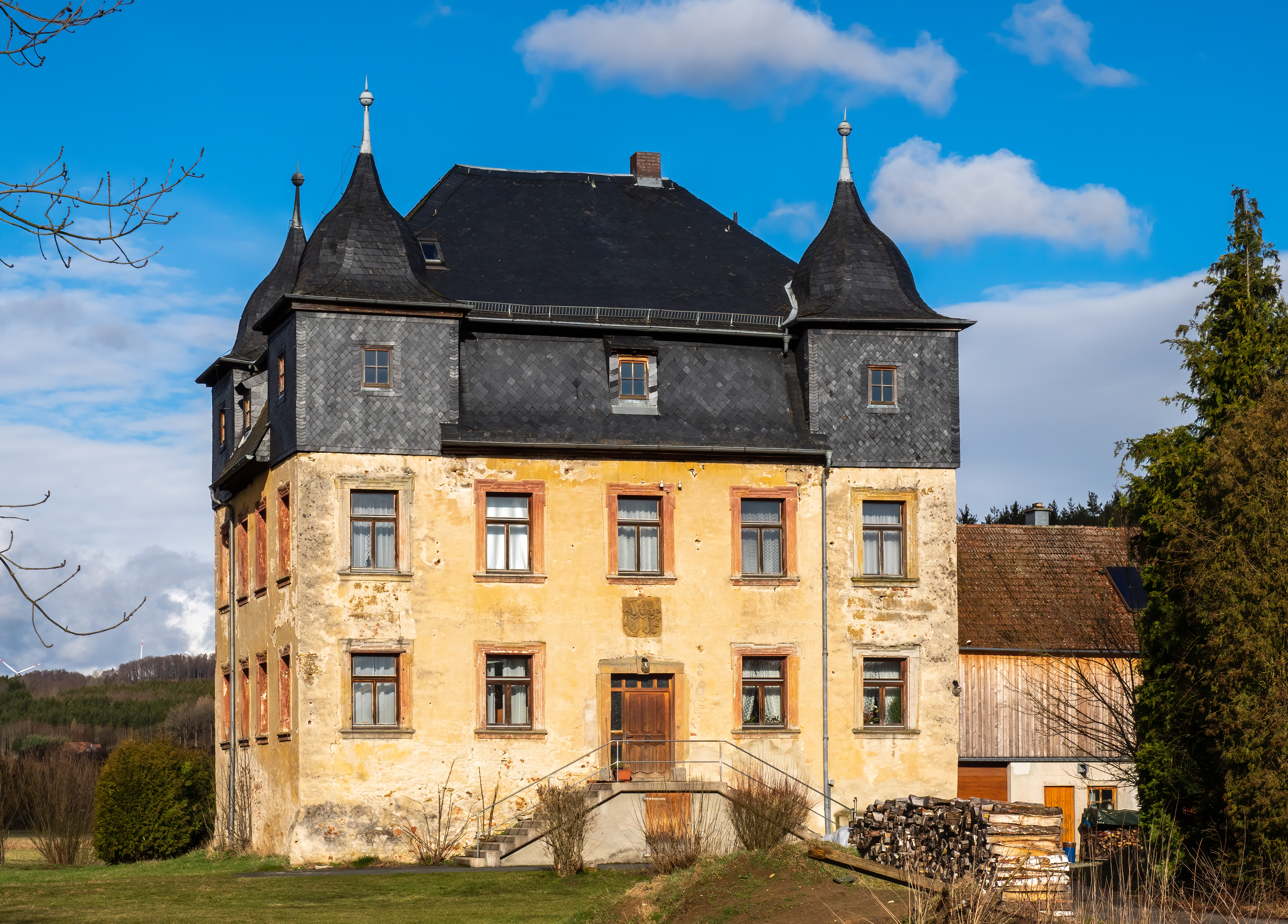
Schloss Truppach

Truppach ist ein Gemeindeteil der Gemeinde Mistelgau im Landkreis Bayreuth (Oberfranken, Bayern). Die Gemarkung Truppach hat eine Fläche von 2,542 km². Sie ist in 564 Flurstücke aufgeteilt, die eine durchschnittliche Flurstücksfläche von 4506,79 m² haben. In ihr liegt neben dem namensgebenden Ort der Gemeindeteil Schnackenwöhr.

## Geografie
Das Dorf liegt an der Truppach. Die nächsten größeren Orte sind Plankenfels (3,6 km südöstlich) und Obernsees (1,4 km nordöstlich). 0,75 km südwestlich befindet sich der Wachstein (518 m ü. NHN), 0,75 km nördlich der Kützenbühl und 1 km westlich der Innere Berg (513 m ü. NHN). Unmittelbar östlich liegt die Flur Mittlere Au.
Die Gemarkung Truppach hat eine Fläche von etwa 254 Hektar und liegt vollständig im Gemeindegebiet von Mistelgau. Auf ihr liegen die Mistelgauer Gemeindeteile Truppach und Schnackenwöhr.

## Geschichte
Die Familie von Truppach ist bereits 1059 als „de Trubaha“ beurkundet, was die Existenz des Ortes „Trubaha“ voraussetzt. Damit zählt Truppach zu den ältesten Orten der Bayreuther Gegend. Die Bedeutung des Ortsnamens wird gedeutet als Siedlung am trüben Bach oder Siedlung am Bach des Trubert. Im Landbuch des Amtes Bayreuth von 1499 sind für den Ort zwei Adelssitze genannt: Einer gehörte der Familie von Aufseß, der andere, wenig später aufgegebene, nachweislich seit 1380 der Familie von Truppach. Klaus von Truppach zog nach Alladorf.
Gegen Ende des 18. Jahrhunderts gab es in Truppach 37 Anwesen. Die Hochgerichtsbarkeit stand dem bayreuthischen Stadtvogteiamt Bayreuth zu. Die Dorf- und Gemeindeherrschaft war strittig zwischen dem Rittergut Truppach und dem Hofkastenamt Bayreuth. Grundherren waren
- das Hofkastenamt Bayreuth (1 Söldengut mit Wirtshaus, 1 Söldengut mit Backrecht, 1 Sölde mit Wirtschaft),
- die Hofkanzlei Bayreuth (2 Halbgüter, 1 Söldengut, 1 Söldengut mit Schmiedgerechtigkeit),
- das Rittergut Truppach (1 Schlossgut, 10 Söldengüter, 1 Söldengut mit Wirtschaftsgerechtigkeit und Bräuhaus, 1 Söldengut mit Schmiede, 12 Tropfhäuser, 1 Hirten- und Gemeindehaus),
- das Gotteshaus Bayreuth (1 Wirtshaus),
- das Gotteshaus Busbach (1 Tropfhaus),
- die Pfarrei Hollfeld (2 Tropfhäuser).[8]

Von 1797 bis 1810 unterstand der Ort dem Justiz- und Kammeramt Bayreuth. 1810 kam Truppach zum Königreich Bayern. Infolge des Gemeindeedikts wurde 1812 der Steuerdistrikt Truppach gebildet, zu dem Außerleithen, Bärnreuth, Braunersberg, Friedrichsruh, Gries, Mengersdorf, Muschelhof, Obernsees, Pensenleithen und Schnackenwöhr gehörten. Zugleich entstand die Ruralgemeinde Truppach, zu der Muschelhof gehörte. Sie war in Verwaltung und Gerichtsbarkeit dem Landgericht Bayreuth zugeordnet und in der Finanzverwaltung dem Rentamt Bayreuth (1919 in Finanzamt Bayreuth umbenannt). In der freiwilligen Gerichtsbarkeit unterstanden 26 Anwesen bis 1838 dem Patrimonialgericht Truppach. Vor 1867 wurde Schnackenwöhr eingemeindet. Ab 1862 gehörte Truppach zum Bezirksamt Bayreuth (1939 in Landkreis Bayreuth umbenannt). Die Gerichtsbarkeit blieb beim Landgericht Bayreuth (1879 in Amtsgericht Bayreuth umgewandelt). Die Gemeinde hatte 1964 eine Fläche von 2,564 km² und bestand aus den Gemeindeteilen Truppach und Schnackenwöhr. Am 1. Januar 1969 schloss sich die Gemeinde Mengersdorf an. Am 1. Januar 1972 wurde die Gemeinde Truppach im Zuge der Gebietsreform in Bayern in die Gemeinde Mistelgau eingegliedert.

## Einwohnerentwicklung
Gemeinde Truppach
| Jahr      | 1822   | 1840   | 1852   | 1855   | 1861   | 1867   | 1871   | 1875   | 1880   | 1885   | 1890   | 1895   | 1900   | 1905   | 1910   | 1919   | 1925   | 1933   | 1939   | 1946   | 1950   | 1952   | 1961   | 1970   |
| Einwohner | 273    | 358    | 345    | 326    | 317    | 334    | 339    | 324    | 325    | 316    | 282    | 263    | 249    | 237    | 209    | 246    | 213    | 196    | 193    | 269    | 252    | 224    | 198    | 189    |
| Häuser    | 27     |        |        |        |        |        | 49     |        |        | 54     | 52     |        | 48     |        |        |        | 42     |        |        |        | 40     |        | 42     |        |
| Quelle    | [ 10 ] | [ 16 ] | [ 16 ] | [ 16 ] | [ 17 ] | [ 18 ] | [ 19 ] | [ 20 ] | [ 21 ] | [ 22 ] | [ 23 ] | [ 16 ] | [ 24 ] | [ 16 ] | [ 25 ] | [ 16 ] | [ 26 ] | [ 16 ] | [ 16 ] | [ 16 ] | [ 27 ] | [ 16 ] | [ 11 ] | [ 28 ] |

Ort Truppach
| Jahr      | 001819 | 001822 | 001861 | 001871 | 001885 | 001900 | 001925 | 001950 | 001961 | 001970 | 001987 |
| Einwohner | 251 *  | 266    | 303    | 327    | 299    | 239    | 203    | 245    | 194    | 183    | 172    |
| Häuser    |        | 26     |        |        | 51     | 46     | 40     | 39     | 41     |        | 44     |
| Quelle    | [ 29 ] | [ 10 ] | [ 17 ] | [ 19 ] | [ 22 ] | [ 24 ] | [ 26 ] | [ 27 ] | [ 11 ] | [ 28 ] | [ 1 ]  |

## Religion
Die Bewohner sind seit der Reformation evangelisch-lutherisch und nach St. Otto (Mengersdorf) gepfarrt.

## Baudenkmäler
- Haus Nr. 10: Gasthof (denkmalgeschützt, Aktennr. D-4-72-167-26)
- Haus Nr. 24: Gastwirtschaft Kraus. Zweigeschossig; wohl Ende des 18. Jahrhunderts. Drei zu fünf Obergeschossfenster. Obergeschoss mit verputztem Fachwerk. Profilierte gekröpfte Türsturzrahmung. Seitlich neuere Anbauten. Schmiedeeiserner Ausleger 1. Hälfte des 19. Jahrhunderts.[30]
- Haus Nr. 46: Ehemaliges Schloss Truppach (denkmalgeschützt, Aktennr. D-4-72-167-27)

## Verkehr
An der am 12. März 1904 eröffneten Bahnstrecke Bayreuth–Hollfeld erhielt Truppach einen Haltepunkt. Am 28. September 1975 wurde die Bahn stillgelegt.
Westlich von Eckersdorf bei Bayreuth beginnt die Staatsstraße 2186. Sie führt nach Plankenfels und verlief ursprünglich durch den Ortskern, später wurde sie auf die stillgelegte Eisenbahntrasse verlegt. Eine Gemeindeverbindungsstraße führt nach Mengersdorf (0,4 km südöstlich).